# آسه‌خوری نون
آسه‌خوری نون یک غذاخوری متفاوت و هنری در تهران است که توسط وحید غلامی، خورشگر ایرانی، تأسیس شده است. این مکان به‌دلیل نداشتن منو، ممنوعیت سفارش‌گیری و نبود قیمت ثابت برای غذاها شناخته می‌شود. مهمانان پس از صرف غذا مبلغ دلخواه خود را پرداخت می‌کنند.

## ویژگی‌ها
در این مکان واژهٔ مشتری به کار نمی‌رود و همه به‌عنوان مهمان پذیرفته می‌شوند. پیش از صرف غذا، منشور آسه‌خوری خوانده و رعایت می‌شود. سیگار کشیدن و سرو غذاهای گوشتی در این مکان ممنوع است. مهمانان با چای و میوه پذیرایی می‌شوند و اغلب دور یک میز جمعی نشسته و به گفت‌وگو و موسیقی می‌پردازند.

## فضا و تجربه
فضای داخلی کوچک ولی صمیمی است. نور از میان آبکش‌های آویزان به اتاق می‌تابد، دیوارها با ماهیتابه‌های آینه‌کاری‌شده و وسایل آشپزخانه تزئین شده‌اند و موسیقی سنتی ایرانی پخش می‌شود. گاهی مهمانان با سازهایی که از دیوار برداشته می‌شود، موسیقی زنده اجرا می‌کنند.
یک روایت گردشگری می‌گوید:
> «دوستی این مکان را به ما معرفی کرد. وقتی وارد شدیم، وحید گرم به استقبال آمد. همه مهمانان به ما خوش‌آمد گفتند، یکی شعر می‌خواند و دیگری ساز می‌زد. وحید بدون پرسیدن سفارش، برایمان چای آورد. روی میز میوه و آب بود. حس یک دورهمی دوستانه داشت، نه یک کافه یا رستوران.»

## فلسفه
وحید غلامی در مورد فلسفه این مکان می‌گوید:
> «فلسفه‌اش، فلسفهٔ نون است؛ هم حرف نون و هم کلمه نون. خردش که کنی باز می‌شود نون. هر غذایی نون است. من خوراکی را محدود به چیزی که در بشقاب است نمی‌دانم. موسیقی، نقاشی، شعر… همه غذا هستند. هر حسی که از آنها تغذیه می‌کنیم، ما را می‌سازد. ما ساخته شده‌ایم از خوراک‌مان.»
او اضافه می‌کند:
> «نون یک فرهنگ است، نه یک رستوران. اینجا غذا فقط برای سیر کردن شکم نیست، برای تغذیهٔ روح هم هست. آنچه می‌خوریم، آنچه می‌شنویم، آنچه می‌بینیم، همه نون‌اند.»

## داستان‌ها و اشعار
غلامی گاهی با اشعار خود فلسفه‌اش را بیان می‌کند. بخشی از مثنوی او روایت ماهی و قورباغه است:
> «ماهی کوچکی در آرزوی دیدن جهان بیرون به قورباغه‌ای اعتماد کرد. قورباغه او را از آب بیرون برد، اما ماهی بیرون از آب نتوانست نفس بکشد و بازگشت. گفت: دنیای بیرون برای توست، من با آب زنده‌ام. هرکس با آنچه نیاز دارد سیر می‌شود.»

## مهمان‌نوازی
مهمانان اغلب دور یک میز جمع می‌شوند و تعاملات دوستانه، شعرخوانی و موسیقی شکل می‌گیرد. گردشگران خارجی نیز به‌ویژه به‌دلیل نزدیکی به تالار وحدت به آن سر می‌زنند و از تجربه خاص آن استقبال می‌کنند.

## بنیان‌گذار
وحید غلامی (متولد ۱۳۶۴) خود را «۸۰۰ سال کوچک‌تر از مولانا» معرفی می‌کند. او پس از سفرهای متعدد به هند و آشنایی با الهیات و فلسفه، رسالت خود را در «خورشگری» یافت و تلاش می‌کند هنر، معنویت و آشپزی را در تجربه‌ای واحد تلفیق کند.